# ワルラスの法則
ワルラスの法則（ワルラスのほうそく、英: Walras's law）は、一般均衡理論における基本的な原理であり、経済全体における市場の需要と供給の数学的関係を定式化するものである。この法則は、すべての経済主体が予算制約に直面しているため、すべての市場における超過需要の総価値は、すべての市場における超過供給の総価値と一致し、その和はゼロになることを主張する。これは、現在の価格が一般均衡価格であるか否かにかかわらず成り立ち、個別の市場が不均衡であっても成立する。
この法則の経済的直観は、すべての経済主体（消費者、企業、政府）が予算制約に直面しており、支出の合計は所得や富の範囲に制限されているという事実に由来する。これらの制約を全主体・全市場で集計すると、体系的な会計恒等式が生じる。すなわち、ある市場で超過需要（不足）が存在する場合、他の市場では同等の価値の超過供給（余剰）が存在しなければならない。
数式で表すと、ワルラスの法則は次のように定式化される。
{\displaystyle \sum _{j=1}^{k}p_{j}\cdot (D_{j}-S_{j})=0,}  
ここで、{\displaystyle p_{j}} は財 j の価格、{\displaystyle D_{j}} と {\displaystyle S_{j}} はそれぞれ経済全体における財 j の需要と供給を表す。

## 歴史
ワルラスの法則は、ローザンヌ大学のフランスの経済学者 レオン・ワルラスにちなんで名付けられている。彼は1874年に出版した代表作『純粋経済学要素（Éléments d'économie politique pure）』でこの概念を定式化した。しかし、その経済的直観はより前に、ジョン・スチュアート・ミルが1844年の『Essays on Some Unsettled Questions of Political Economy』において、数学的に厳密ではない形で表現していた。
「ワルラスの法則」という用語は、ポーランド系アメリカ人経済学者オスカル・ランゲが1942年に初めて用いた。この命名は、総生産と総消費の関係を扱うが別概念であるセイの法則と区別するためであった。

## 定義
- ある特定の財の市場は、すべての財の価格が所与のもとで、その財の需要量が供給量と一致するとき市場均衡にあるとされる。
- 経済全体が一般均衡にあるとは、経済内のすべての市場が部分均衡にあることを意味する。
- 超過需要とは、ある財の需要量が供給量を上回る状況を指す。超過需要は経済的な不足をもたらす。超過需要が負の場合、それは超過供給を意味し、経済的な余剰をもたらす。

## 詳細
ワルラスの法則は有限の予算から導かれる。消費者が財Aに多く支出すれば、財Bに支出できる金額は減少し、結果としてBの需要と価格は下がる。すべての市場における超過需要の価値の和はゼロであり、これは経済が一般均衡にあるか否かにかかわらず成立する。この性質は一般均衡モデルで応用される。例えば、n 財がある場合、n − 1 の市場均衡条件を課すだけで十分であり、残り1つはワルラスの法則により自動的に満たされる。
{\displaystyle n} 人の主体と {\displaystyle k} 財からなる交換経済を考える。  
各主体 {\displaystyle i} の初期保有を {\displaystyle E_{i}} とし、マーシャル需要関数を {\displaystyle x_{i}(p,p\cdot E_{i})} とする。
超過需要関数は次のように表される。  
{\displaystyle z(p)=\sum _{i=1}^{n}(x_{i}(p,p\cdot E_{i})-E_{i})}
ワルラスの法則は次の形で表現される。  
{\displaystyle p\cdot z(p)=0}:317–318

## 労働市場への含意
新古典派経済学の枠組みによれば、すべての財市場が均衡にある場合、労働市場も均衡にあるはずだと結論づけられる。したがって、ワルラスの法則は、ケインズ経済学の「財市場が均衡していても非自発的失業が存在しうる」という結論と矛盾する。この点については、金融市場（例えば「流動性の罠」）における超過需要の可能性を無視しているために、財市場が均衡していても労働市場で非自発的失業が発生しうるとケインジアンは反論している。